# Decorina
La decorina es un proteoglicano de un tamaño de entre 90 y 140 kDa. Pertenece a la familia de los proteoglicanos pequeños ricos en leucina (SRLP) que se caracterizan por poseer una región rica en leucinas con una cadena de glicosaminoglicano (GAG) que bien puede ser del tipo condroitín sulfato (CS) o bien del tipo dermatán sulfato (DS).
La decorina es un proteoglicano pequeño celular o de matriz extracelular y presenta una estructura muy semejante a la proteína biglicano. La decorina y el biglicano parecen provenir ambos de una duplicación génica. Esta proteína es un componente del tejido conectivo y se une a las fibrillas de colágeno tipo I, jugando un importante papel en el ensamblaje de la matriz extracelular.

## Etimología
"Decorina" es un nombre derivado tanto del hecho de que "decora" el colágeno, como del hecho de que interacciona con las bandas "d" y "e".

## Función
La decorina parece influenciar el proceso de fibrilogénesis, aunque también interacciona con fibronectina, trombospondina, complejo C1Q, receptor del factor de crecimiento epidérmico (EGFR) y factor de crecimiento transformante beta (TGF-beta). 
En algunas publicaciones, la decorina ha demostrado ser capaz de potenciar la actividad del TGF-beta 1, pero en otras, dicha actividad parecía verse inhibida. Debido a esta contradicción en los resultados, se piensa que la función principal de la decorina reside en ciertos aspectos de la regulación durante el ciclo celular.
La aplicación de infusiones de decorina en heridas de espina dorsal de roedores ha demostrado impedir el proceso de cicatrización y, a su vez, promover el crecimiento de los axones.
La decorina también ha demostrado poseer propiedades anti-tumorigénicas, en un modelo experimental murino, siendo capaz de inhibir el crecimiento de diversas líneas de células tumorales. Se han descrito diversas variantes transcripcionales del gen de la decorina. Se han asociado mutaciones de este gen con la distrofia corneal estromal congénita.

## Interacciones
La decorina ha demostrado ser capaz de interaccionar con:
- Receptor del factor de crecimiento epidérmico[2][3]
- TGF-beta 1[4][5][6]